# Gordon Mumma
Gordon Mumma est un compositeur américain de musique contemporaine né le 30 mars 1935 à Framingham, dans le Massachusetts.
Après avoir étudié le piano et la trompette, Gordon Mumma commence sa carrière en tant que trompettiste au sein d'orchestres symphoniques ou de musique de chambre.
De 1953 à 1966 il vit à Ann Arbor, Michigan, où se constitue un important groupe d'artistes parmi lesquels on trouve les compositeurs Robert Ashley, George Cacioppo, Roger Reynolds, Donald Scavarda, et Bruce Wise, les architectes Harold Borkin et Joseph Wehrer, le réalisateur George Manupelli ainsi que les peintres-sculpteurs Mary Ashley et Milton Cohen.
En 1958, il fonde avec Robert Ashley le "Cooperative Studio for Electronic Music" pour concevoir les musiques des light-shows du Space Theatre de Milton Cohen et les musiques des films de George Manupelli.
À partir de 1960 il rencontre John Cage et David Tudor.
Il conçoit pour eux des équipements musicaux électroniques. Et, de 1966 à 1974 il est, avec John Cage et David Tudor, l'un des trois compositeurs-musiciens de la Merce Cunningham Dance Company.
En 1966, il cofonde Sonic Arts Union.
Les compositions de Gordon Mumma comprennent des œuvres pour instruments acoustiques (piano solo et musique de chambre) et pour dispositifs électroniques et ordinateurs.